# SMOM
SMOM is een afkorting voor Subsidieregeling Maatschappelijke Organisaties en Milieu. SMOM is een subsidieregeling van het Ministerie van VROM die wordt uitgevoerd door Agentschap NL.
Maatschappelijke organisaties zonder winstoogmerk die projecten uitvoeren op het gebied van milieu en duurzame ontwikkeling komen in aanmerking voor subsidie. De SMOM-regeling werkt volgens een tenderprincipe: Er komt een bepaald bedrag beschikbaar, organisaties kunnen zich inschrijven voor een bepaalde datum. Na deze datum worden de ingediende projecten beoordeeld en op kwaliteit gerangschikt. De beste projecten ontvangen subsidie totdat het beschikbare budget uitgeput is.
De financiële steun uit de subsidieregeling stelt de organisaties in staat vernieuwende, maatschappelijke en oplossingsgerichte initiatieven te ontplooien op het terrein van milieu en duurzame ontwikkeling, op een zodanige wijze dat burgers zich daarbij betrokken voelen.
De regeling draagt ook bij aan het vergroten van het luisterend vermogen van de overheid, doordat de overheid via de regeling zicht krijgt op ontwikkelingen en initiatieven in de samenleving.
Voor 2010 werden 3 tenders aangekondigd. De eerste twee tenders zijn reeds gesloten (25 maart en 25 juni). Inmiddels is de derde tender opgeschort.
In het regeerakkoord VVD-CDA met gedoogsteun van PVV is het voornemen geuit om de regeling op te heffen met ingang van 2011.